# Santiago Aldao
Santiago Aldao (Buenos Aires, Virreinato del Río de la Plata (Imperio Español) 25 de agosto de 1777 - alta mar, 12 de agosto de 1810) fue un marino que formó parte de la Armada Española a fines del siglo XVIII y comienzos del XIX.

## Biografía
Santiago José Aldao Aragón nació en la ciudad de Buenos Aires, capital del recién creado Virreinato del Río de la Plata, el 25 de agosto de 1777, hijo de Antonio Basilio de Aldao y de Josefa de Aragón Avendaño, porteña. Al igual que sus hermanos mayores, Francisco Aldao y Matías Aldao, sentó plaza en Ferrol el 18 de julio de 1800. 
Pronto empezó a navegar en la fragata Nuestra Señora de la Asunción, la misma en que moriría años más tarde su hermano Francisco.
El 7 de octubre de 1802 fue ascendido a alférez de fragata. En la urca Ferroleña viajó a Manila. En La Habana estuvo al mando de la lancha cañonera destinada a la defensa del puerto y en 1805 prestaba servicios en la corbeta Amistad, con base en ese puerto.
Ese año pasó a la Descubierta, una de las naves que participaron de la llamada "Expedición Malaspina", con la que arribó con su hermano Francisco Aldao a Montevideo el 14 de abril.
Efectuó numerosas travesías en una de las cuales su buque naufragó cerca de la costa de China.
Falleció en alta mar de muerte natural a bordo del navío Héroe el 12 de agosto de 1810.
Es mencionado como partícipe de la Batalla de Trafalgar. En el Romance de los Argentinos en Trafalgar unos versos dicen:
Nueve eran los argentinos
que estaban en Trafalgar,
Nueve los guardiamarinas 
En el Combate inmortal
Santiago Aldao, uno de ellos,
El más imberbe, quizás,
Fue el que clavó la bandera
Cuando mandaron arriar
A bordo de la gloriosa
"Santísima Trinidad".
No obstante, su biografista Cutolo afirma que no estuvo presente en el famoso combate naval.